# پیوده
پیوده (به ایتالیایی: Piode) یک کومونه در ایتالیا است که در استان ورسلی واقع شده‌است. پیوده ۱۳٫۶ کیلومتر مربع مساحت و ۲۰۵ نفر جمعیت دارد.